# Tim Burton

Timothy Walter Burton (Burbank, 25. kolovoza 1958.), poznat kao Tim Burton, američki je filmski redatelj, producent, pisac, scenarist, animator i konceptualni umjetnik.

## Rani život
Burton je rođen 1958. godine u Burbanku u Kaliforniji. Roditelji su mu Jean Burton (rođ. Erickson), vlasnica tematski uređenog dućana i William „Bill“ Burton, bivši bejzbol igrač koji je radio u odjelu za parkove i rekreaciju u Burbanku. Kao maloljetnik, Burton je snimao kratke filmove u svome dvorištu u Evergreen ulici, ugrubo koristeći tehnike stop-animacije ili ih je snimao na 8 mm filmu bez zvuka (jedan od njegovih najstarijih filmova koje je snimio kao maloljetnik je Otok doktora Agora (The Island of Doctor Agor), snimio ga je s 13 godina)). Pohađao je Osnovnu školu Providencia u Burbanku, a potom se upisao u Srednju školu Burbank, ali nije bio osobito dobar učenik. Burton je bio introspektivna osoba i zadovoljstvo je pronalazio u slikanju, crtanju i gledanju filmova. Njegov budući rad će biti pod velikim utjecajem heroja iz djetinjstva kao što su Dr. Seuss i Roald Dahl. Nakon završetka srednje škole, Burton je pohađao Institut za umjetnost u Valenciji, Kalifornija, kako bi studirao animaciju likova. Kao student, Burton je snimio kratke filmove Stalk of the Celery Monster i King and the Octopus.

## Karijera
Poznat je po svojim komedijama, ali i ozbiljnim filmovima. Također je poznat po svojim gotskim fantazijama i horor filmovima Bubimir (Beetlejuice, 1988), Edward Škaroruki (Edward Scissorshand, 1990), Predbožićna noćna mora (The Nightmare Before Christmas, 1993), Ed Wood (1994), Sanjiva dolina (Sleepy Hollow, 1999), Mrtva nevjesta (Corpse Bride, 2005), Sweeny Todd: Đavolji brijač Fleet Streeta (Sweeney Todd: The Demon Barber of Fleet Street, 2007), Sjene tame (Dark Shadow, 2012), Moje najdraže čudovište (Frankenweenie, 2012). Također je poznat po blockbuster filmovima kao što su avanturistička komedija Pee-weejeva velika avantura (Pee-wee's Big Adventure, 1985), superherojski filmovi Batman (1989) i njegov prvi nastavak Batman se vraća (Batman Returns, 1992), znanstveno-fantastični film Planet majmuna (Planet of the Apes, 2001), fantastična drama Krupna riba (Big Fish, 2003), avanturistički mjuzikl Charlie i tvornica čokolade (Charlie and the Chocolate Factory, 2005), fantastični film Alisa u zemlji čudesa (Alice in Wonderland, 2010) i filmska adaptacija Dom gospođice Peregrine za čudnovatu djecu (Miss Peregrine's Home for Peculiar Children, 2016).
Glazbu za filmove mu sklada Danny Elfman, frontman njegove omiljene grupe Oingo Boingo. Elfman je skladao partiture za sve filmove koje je Burton režirao, osim za tri. Najveću muzu pronalazi u glumcu Johnnyju Deppu koji i glumi u većini njegovih filmova. Helena Bonham Carter, Burtonova bivša partnerica, pojavila se u brojnim njegovim filmovima. 
Napisao je i ilustrirao knjigu poezije The Melancholy Death of Oyster Boy & Other Stories koju je 1997. objavila britanska nakladnička kuća Faber & Faber, kao i zbirku njegovih crteža, skica i drugih umjetničkih djela pod nazivom Umjetnost Tima Burtona (The Art of Tim Burton), objavljenu 2009. 2015. godine je objavljen nastavak navedene knjige pod naslovom Umjetnost od ubrusa Tima Burtona: Stvari o kojima razmišljate u baru (The Napkin Art of Tim Burton: Things You Think About in a Bar), a sadrži skice koje je Burton napravio na ubrusima u barovima i restoranima koje povremeno posjećuje.

### 1980-e
Stalk of the Celery Monster je privukao pozornost Odjela za animaciju studija Walt Disney Production koji je Burtonu ponudio naukovanje za posao animatora u studiju. Radio je kao animator, crtač storyboarda, grafički dizajner, umjetnički direktor i konceptualni umjetnik u filmovima kao što su The Fox and the Hound (1981), Tron (1982) i The Black Cauldron (1985). Njegova konceptualna umjetnost se nije nikada plasirala u gotove filmove. 
Tijekom rada za Disney 1982., Burton je napravio svoj prvi kratki film, Vincent, šestominutni crno-bijeli film u tehnici stop-animacije, temeljen na vlastitoj pjesmi. U filmu je prikazan dječak koji mašta o tome da je Vincent Price, a sam Price je u filmu bio pripovjedač. Film je producirao Rick Heinrichs s kojim se Burton sprijateljio dok je radio na Disneyjevu odjelu za konceptualnu umjetnost. Film je prikazan na Chicago film festivalu i potom je prikazivan, zajedno s tinejdžerskom dramom Tex, dva tjedna u jednom od kina u Los Angelesu. Nakon toga je uslijedila Burtonova prva filmska neanimirana produkcija Hansel i Gretel (Ivica i Marica), adaptacija u japanskom stilu bajke Braće Grimm za Disney Channel, koja završava kung fu borbom između Ivice, Marice i vještice. Nakon jednog emitiranja 1983. godine na Noć vještica, ovaj je film vraćen u arhivu gdje mu se gubi svaki trag te kreću glasine kako film nikada nije ni postojao. Ovaj kratki film će napokon biti javno dostupan 2009. u Muzeju moderne umjetnosti (MoMa) i ponovno 2011. u sklopu izložbe Tima Burtona na LACMA-i. Ponovno je prikazan u Muzeju umjetnosti u Seulu 2012. godine.
Burtonov sljedeći kratki neanimirani film Moje najdraže čudovište je prikazan 1984. godine. Priča je to o dječaku koji pokušava oživjeti svoga psa nakon što ga je pregazilo auto. Crno-bijeli film u kojemu glavne uloge imaju Barret Oliver, Shelley Duval (s kojom će ponovno raditi 1986. godine režirajući epizodu njezine Faerie Tale Theatre) i Daniel Stern. Nakon što je film Moje najdraže čudovište završen, Disney otpušta Burtona uz izgovor kako previše novca troši na film koji će biti previše mračan i zastrašujuć za djecu.
Glumac Paul Reubens, pogledavši Moje najdraže čudovište, izabrao je Burtona da režira filmski završetak svog popularnog lika Pee-wee Hermana, navodeći kako je bio oduševljen Burtonovim stilom čim je vidio početak Mojeg najdražeg čudovišta. Pee-wee Herman je postigao ogromnu popularnost uspješnim nastupima u klubovima The Groundlings i Roxy, a jedan od tih nastupa je kasnije prikazan na televiziji kao HBO specijal. Film Pee-weejeva velika avantura je napravljen s budžetom od 8 milijuna dolara, a zaradio je više od 40 milijuna dolara u kinima u Sjevernoj Americi. Burton, kao veliki fan ekscentrične glazbene grupe Oingo Boingo, upitao je kompozitora Danny Elfmana da napiše glazbu za ovaj film. Nakon toga, Elfman je komponirao glazbu za svaki film koji je Tim Burton režirao, osim za filmove Ed Wood, Sweeny Todd: Đavolji brijač Fleet Streeta, Dom gospođice Peregrine za čudnovatu djecu.
Nakon što je režirao epizode za revitaliziranu verziju antologijske horor serije iz 1950-ih i 1960-ih Alfred Hitchcock Presents i Faerie Tale Theatre od Shelly Duvall, Burton je režirao svoj sljedeći film: Bubimir (1988), nadnaravnu horor-komediju o mladom paru koji je prisiljen nositi se sa životom nakon smrti i o obitelji pretencioznih yuppija koji napadaju njihov dragocjeni dom u Novoj Engleskoj. U obitelji yuppija je i tinejdžerska kći Lydia (Winona Ryder), koja je opsjednuta smrću što joj omogućuje da vidi one koji su preminuli. Glavne uloge imaju Alec Baldwin i Geena Davis, te Michael Keaton kao Bubimir. Film je zaradio 80 milijuna dolara s relativno malim budžetom i osvojio Oscara za najbolju šminku. Iste godine film će biti pretvoren u crtani film s istim nazivom i bit će prikazan na ABC-u, a kasnije na Fox-u. Burton je bio izvršni producent.
Burtonova sposobnost da od malog budžeta napravi uspješne filmove zadivila je brojne studije te je dobio priliku režirati svoj prvi visokobudžetni film, Batman. No njegova proizvodnja je bila opterećena raznim problemima. Burton se više puta sukobljavao s producentima filma, Jonom Petersom i Peterom Guberom, ali najistaknutiji debakl bio je vezan za izbor glumaca. Za glavnu ulogu u filmu Burton je odabrao Michaela Keatona, uzimajući u obzir njihovu prijašnju suradnju u filmu Bubimir, bez obzira na Keatonove prosječne fizičke sposobnosti, neiskustvo u akcijskim filmovima i reputaciju komičara. Iako je Burton na kraju uspio zadržati Keatona za ulogu Batmana, ovaj je odabir razljutio brojne obožavatelje Batmana do te mjere da je cijena dionica studija Warner Brothers znatno opala. Burton je smatrao kako nema smisla da glavni glumac bude „nabildani“ muškarac koji će glumiti Batmana, inzistirajući kako Batman treba biti običan čovjek koji se oblači u kostim šišmiša kako bi zastrašio kriminalce. Burton je izabrao Jack Nicholsona za ulogu Jokera (Tim Curry mu je bio drugi izbor) što mu je pomoglo da ublaži strahove obožavatelja, kao i da privuče stariju publiku koja nije zainteresirana za filmove o superherojima. Kada je film završen u lipnju 1989. godine bio je promoviran najvećom marketinškom kampanjom u povijesti filma i postao je jedan od najvećih hitova svih vremena po uspjehu u kinima, zaradivši preko 250 milijuna dolara u SAD-u i 400 milijuna dolara širom svijeta (brojevi nisu prilagođeni inflaciji) te je stekao odobravanje kritike za Keatonovu i Nicholsonovu izvedbu, kao i za produkcijske aspekte filma osvojivši Oscara za najbolju umjetničku direkciju (art direction). Uspjeh filma pomogao je Burtonu da stekne reputaciju profitabilnog redatelja, a film je imao veliki utjecaj na buduće filmove o superherojima tako što su izbjegavali svijetle ambijente i „sveameričko“ junaštvo Supermena kojega je režirao Richard Donner, preferirajući mračniji, realističniji ambijent i realističnije likove s više psihološke dubine. Film Batman, također je postao inspiracija za uspješni crtani film iz 1990-ih Batman: Animirana serija, u mjeri u kojoj je bilo moguće da se tamni aspekti filma i njegovog nastavka prenesu na televiziju. 

Burton je izjavio kako je strip Batman: The Killing Joke imao veliki utjecaj na njegovu filmsku adaptaciju Batmana: 
Nikada nisam bio veliki ljubitelj stripova, ali sam oduvijek volio način na koji su Batman i Joker prikazani. Razlog zbog kojega nikada nisam bio ljubitelj stripova – i mislim kako je to počelo dok sam bio dijete – je zato što nikada nisam znao koji okvir trebam pročitati. Ne znam je li to bila disleksija ili što god, ali sam zato volio The Killing Joke, jer sam po prvi puta znao koji okvir trebam čitati. To je prvi strip koji sam ikada volio i njegova je uspješnost učinila naše ideje prihvatljivijim.

### 1990-e
1990. godine Burton je skupa s Caroline Thompson napisao i režirao Edwarda Škarorukog, ponovno surađujući s Winonom Ryder iz Bubimira. Njegov prijatelj, Johnny Depp, tinejdžerski idol potkraj 1980-ih iz TV hit serije 21 Jump Street, u Edwardu Škarorukom je imao glavnu ulogu Edwarda, umjetno biće kojega je stvorio ekscentrični i staromodni izumitelj (glumi ga Vincent Price u jednom od svojih posljednjih pojavljivanja na sceni). Edward je izgledao kao ljudsko biće, ali je ostavljen sa škarama umjesto ruku zbog smrti svoga stvoritelja. Radnja je smještena u predgrađu (snimano u Lakelandu, Florida), a film je od mnogih smatran djelomičnom autobiografijom Burtona - njegovog djetinjstva koje je proveo u Burbanku. Burtonova ideja Edwarda Škarorukog proizašla je iz crteža koje je napravio u srednjoj školi. Depp je napisao sličan komentar u predgovoru knjige Marka Salisburyja Burton o Burtonu u vezi njegova prvog susreta s Burtonom tijekom izbora glumaca za film. Prema nekim kritikama Edward Škaroruki se smatra jednim od najboljih Burtonovih filmova. Burton je izjavio kako je ovo njegov najosobniji i najznačajniji film jer predstavlja njega kao tinejdžera kada nije mogao uspostaviti značajnu komunikaciju s drugima.
Nakon Batmanovog uspjeha, Burton se složio režirati nastavak za studio Warner Brothers, pod uvjetom da će imati potpunu kontrolu. Kao rezultat snimljen je film Batman se vraća, gdje je Michael Keaton glumio Batmana, a novu trijadu zlobnika su glumili: Danny DeVito (kao Pingvin), Michelle Pfeiffer (kao Žena-mačka) i Christopher Walken (kao Max Shreck, zli korporativni tajkun i originalni lik stvoren za film). Zbog toga što je bio mračniji i znatno osobniji nego prethodni film, smatralo se kako je prestrašan za djecu. Publici je bilo neugodnije i zbog prekomjerne seksualnosti filma prikazane, na primjer, kroz kostim Žene-mačke. Burton je učinio dosta promjena na liku Pingvina što će kasnije biti primijenjeno u stripu i na televiziji. Kreirao je nakazu koja sliči na pingvina s prstima poput peraja, kukastim nosom u obliku kljuna i tijelom kao u pingvina (što rezultira likom okruglog, pretilog čovjeka). Objavljen 1992. godine Batman se vraća je zaradio 282.8 milijuna dolara diljem svijeta, što je bio financijski uspjeh, no ne u tolikoj mjeri kao njegov prethodni film o Batmanu. 
Zbog zauzetosti režiranjem fila Batman se vraća, Burton je za Disney producirao, ali nije režirao, film Predbožićna noćna mora (1993), koji je prvotno trebao biti dječja knjiga u stihu. Film je režirao Henry Selick, a napisala ga je Caroline Thompson, prema Burtonovoj originalnoj priči i likovima. Film je dobio pozitivne kritike za uspjelu primjenu tehnike stop-animacije, glazbu i originalnu priču. Bio je veliki uspjeh zaradivši 50 milijuna dolara. Zbog same prirode ovog filma, nije bio produciran pod Disneyjevim imenom, već pod imenom studija Touchstone Pictures u vlasništvu Disneyja. Disney je želio da glavni lik ima oči, ali to se nije dogodilo. Preko 100 ljudi je radilo na ovome filmu samo kako bi se kreirali likovi i bilo je potrebno 3 godine rada za dovršiti film. Burton je ponovno surađivao sa Selickom u filmu James i divovska breskva (1996), kojeg su skupa producirali. 
1994. godine su Burton i njegov tadašnji česti koproducent Denise Di Novi, producirali fantastičnu komediju Cabin Boy s komičarem Chrisom Elliottom u glavnoj ulozi, a scenarij je napisao i film režirao Adam Resnick. Prvotno je Burton trebao režirati film nakon što je vidio Elliottov nastup u Get a Life, no predao je režisersku ulogu Resnicku, jer je njemu bio ponuđena režija Ed Wooda. Burtonov sljedeći film Ed Wood (1994), bio je mnogo manjeg budžeta, prikazujući život kultnog nevještog redatelja Ed Wooda. U glavnoj ulozi je bio Johnny Depp.  Film odaje počast niskobudžetnoj znanstvenoj fantastici i horor filmovima iz Burtonovog djetinjstva, a svog komičnog protagonista i njegove raznolike suradnike prikazuje s iznenađujućom naklonošću i razumijevanjem. Zbog kreativnih svađa koje su se dogodile tijekom snimanja filma Predbožićna noćna mora, Danny Elfman je odbio biti kompozitor te je zadatak prešao na Howarda Shorea. Dok je početkom prikazivanja u kinima bio komercijalni neuspjeh, film Ed Wood je ipak dobro prihvaćen od strane kritičara. Martin Landau osvojio je Oscara u kategoriji najboljeg sporednog glumca za svoj portret Bele Lugosia, a film je dobio nagradu za najbolju šminku. Unatoč Burtonovoj namjeri da i dalje režira Batmanove franšize, u studiju Warner Brothers su smatrali da film Batman se vraća nije bio prikladan za djecu zbog svog mračnijeg karaktera. Kako bi privukli mlađu publiku, odlučeno je kako će Joel Schumacher, koji je režirao film poput Klijenta, režirati treći film, dok će ga Burton producirati zajedno s Peterom MacGregor-Scottom. Michael Keaton je odlučio napustiti ulogu glavnog lika, a preuzeo ju je Val Kilmer. Snimanje filma Batman zauvijek je započelo krajem 1994. godine s novim glumcima: Tommy Lee Jones kao Harvey Dent/Two-Face, Nicole Kidman kao Dr. Chase Meridian, Chris O'Donnell kao Dick Grayson/Robin i Jim Carrey kao Edward Nygma/The Riddler; jedina dva glumca koja su se vratila su bili Pat Hingle kao Commissioner Gordon i Michael Gough kao Alfred Pennyworth. Film u kombinaciji tame koja je karakterizirala sagu, te boja i neonskih znakova koje je predložio Schumacher, bio je ogroman uspjeh te je zaradio 336 milijuna dolara. Iz studija Warner Brothers su zahtijevali da Schumacher obriše neke scene tako da film ne bude kao njegov prethodnik Batman se vraća (kasnije su dodane pri objavljivanju DVD-a 2005. godine). 
1996. godine su Burton i Selick ponovno surađivali na izradi fantastičnog mjuzikla James i divovska breskva, temeljenog na knjizi Roald Dahla koja sadrži elemente magije i poveznice s drogom i alkoholom. U glavnim ulogama su Richard Dreyfuss, Susan Sarandon, David Thewlis, Simon Callow i Jane Leeves, s Burtonom kao producentom i Selickom kao režiserom. Film je primio dobre kritike te je nominiran za Akademijinu nagradu Oscar za Najbolju originalnu glazbu za mjuzikl ili komediju (kompozitor Randy Newman).
Elfman i Burton ponovno su surađivali na filmu Mars napada! (1996). Temeljen na popularnoj znanstvenoj fantastici, film je hibrid znanstvene fantastike iz 1950-ih i neuspjelih filmova 1970-ih. Film je okupio sve poznate zvijezde kao što su: Jack Nicholson, Glenn Close, Annette Bening, Danny DeVito, Pierce Brosnan, Michael J. Fox, Sarah Jessica Parker, Natalie Portman, Lukas Haas, Martin Short, Rod Steiger, Christina Applegate i Jack Black. 
Film Sanjiva dolina objavljen je 1999. godine, a glavnu je ulogu ponovno imao Johnny Depp u ulozi Ichaboda Cranea, detektiva kojeg je više zanimala forenzična znanost nego zanimanje školskog učitelja kao u izvornoj priči Washingtona Irvinga. Sa Sanjivom dolinom, Burton je odao počast horor filmovima engleske tvrtke Hammer Films. Christopher Lee, jedna od Hammerovih zvijezda, dobio je sporednu ulogu. I glumci koji su najčešće glumili u Burtonovim filmovima su se pojavili u sporednim ulogama (Michael Gough, Jeffrey Jones i Christopher Walken), a Christina Ricci je glumila Katrinu van Tassel. Miranda Richardson, Michael Gambon, Richard Griffiths i Ian McDiarmid glumili su dobro zapažene sporedne uloge. Film je primio uglavnom dobre kritike s posebnom pohvalom Elfmanove gotičke glazbe, te je osvojio Oscara za Najbolju umjetničku direkciju (Best Art Direction) kao i dvije BAFTA nagrade za Najbolju kostimografiju i Najbolji produkcijski dizajn. Za Burtona je navedeni film bio prekretnica, kako financijska tako i u osobnom životu. Razveo se od glumice Lise Marie te se drastično promijenio u svome sljedećem projektu, ostavljajući iza sebe motive uklete šume i odmetnika kako bi započeo režiju filma Planeta majmuna koji, kao što je Burton više puta izjavio, nije bio „remake“ ranijeg filma. 
Planet majmuna je bio komercijalni uspjeh koji je u prvom tjednu zaradio 68 milijuna dolara. Film je primljen s podijeljenim kritikama i uglavnom se smatralo kako nije dostigao razinu prve filmske adaptacije romana. Godine 2003. Burton je režirao film Krupna riba temeljen na romanu Krupna riba: roman mitskih razmjera autora Daniela Wallacea. Radi se o ocu koji svome sinu prepričava svoj život koristeći se hiperbolom odnosno pretjerivanjem. U glavnim ulogama su Ewan McGregor kao mladi Edward Bloom i Albert Finney kao stariji Edward Bloom Glavne likove glume još i Jessica Lange, Billy Crudup, Danny DeVito, Alison Lohman i Marion Cotillard. Film je osvojio četiri nominacije za Zlatni globus i nominaciju za Oscara za Elfmanovu kompoziciju. Film je također predstavljao drugu suradnju između Burtona i Helene Bonham Carter, koja je glumila likove Jenny i Vješticu. 
Charlie i tvornica čokolade (2005) je filmska adaptacija istoimene knjige koju je napisao Roald Dahl. Johnny Depp u glavnoj ulozi glumi Willya Wonka, Freddie Highmore glumi Charlie Bucketa, a Deep Roy glumi Oompa-Loompasa. Film je vjerodostojniji originalu nego filmska adaptacija iz 1971. godine Willy Wonka i tvornica čokolade. Iako su neki dijelovi u Burtonovom filmu izostavljeni kao npr. Wonkini problemi s ocem (kojeg je glumio Christopher Lee). Charlie i tvornica čokolade je kasnije nominiran za Oscara za Najbolju kostimografiju. Film je zaradio preko 207 milijuna dolara. Snimanje je bilo otežano budući da su Burton, Depp i Danny Elfman u isto vrijeme morali raditi i na Burtonovom filmu Mrtva nevjesta (2005), koji mu je bio prvi dugometražni stop-animacijski film u kojemu je bio redatelj, s Johnny Deppom koji je posudio glas liku Victora i Helenom Bonham Carter koja je posudila glas lika Emily. 
Burton je 2006. godine režirao svoj prvi glazbeni video „Bones“. „Bones“ je šesti singl američkog indie rock sastava The Killers, a drugi objavljeni s njihovog drugog studijskog albuma Sam's Town. Glavni likovi u videu su bili glumci Michael Steger i Devon Aoki. Burton je režirao i drugi glazbeni video za The Killers za pjesmu „Here with Me“, s Winonom Ryder u glavnoj ulozi, objavljen 2012.
The DreamWorks/Warner Bros objavljuju 21. prosinca 2007. godine film Sweeny Todd: Đavolji brijač Fleet Streeta. Burton je radom na ovom filmu osvojio Nagradu Nacionalnog ureda za kritiku za najboljeg redatelja, nominaciju za Zlatni globus za najboljeg redatelja te je osvojio Oscara za najbolju umjetničku direkciju. Film kombinira eksplicitno nasilje i melodije Broadwaya, te je bio vrlo dobro prihvaćen od strane kritičara. Johnny Depp je bio nominiran za Oscara za najboljeg glumca za svoju ulogu kao Sweeny Todd. 
Filmaš Shane Acker je 2005. godine objavio svoj kratkometražni film 9, priču o živahnoj krpenoj lutki koja živi u postapokaliptičnom svijetu i pokušava spriječiti strojeve da ne unište preostalih osam krpenih lutki. Film je osvojio brojne nagrade te je nominiran za Oscara za najbolji animirani kratki film. Nakon što su pogledali film, Burton i Timur Bekmambetov, redatelj filma Tražen, pokazali su interes za snimanje dugometražne verzije navedenog filma. Film je režirao Acker, koji je napisao i priču, a producirao ga je Burton. Pamela Pettler je napisala scenarij, a u radu s glasovima su, između ostalih, pomogli Elijah Wood, John C. Reilly, Jennifer Connelly, Christopher Plummer, Martin Landau i Crispin Glover. 

### 2010-e
Tim Burton se 2009. godine pojavio na Comic-Conu u San Diegu, Kaliforniji, kako bi promovirao oba svoja filma: 9 i Alisu u zemlji čudesa, koja su kasnije osvojila dva Oscara: za najbolju umjetničku direkciju i najbolju kostimografiju. U Burtonovoj verziji priče o Alisi u zemlji čudesa, radnja je smještena 13 godina kasnije u odnosu na originalnu priču Lewisa Carrola. Mia Wasikowska je glumila Alisu. Početak snimanja filma bio je svibanj 2008. Torpoint i Plymouth su bile lokacije snimanja od 1. rujna do 14. listopada, a viktorijansko doba se zadržalo kao glavno vrijeme radnje. Snimanje se odvijalo u objektu Anthony House u Torpointu. Početkom kolovoza 250 lokalaca je izabrano da glume u filmu.Ostatak snimanja se odvijao u Londonu. Film je trebao biti premijerno prikazan 2009., no to je pomjereno na 5. ožujak 2010. Johnny Depp glumi Mad Hattera, dok je Matt Lucas i Tweedledee i Tweedledum; Helena Bonham Carter glumi Crvenu kraljicu; Stephen Fry glumi mačku iz Cheshirea; Anne Hathaway glumi Bijelu kraljicu; Alan Rickman glas posuđuje gusjenici Absolem, Michael Sheen glas posuđuje McTwispu Bijelom zecu, a Crispin Gloverova glava i glas su dodani na tijelo izrađeno u 3D računalnom programu, kako bi glumio Dečka Srca. Burton je producirao nastavak filma Alisa iza ogledala (2016).
Burton, Johnny Depp, Helena Bonham Carter, Danny Elfman i Colleen Atwood su ponovno surađivali na filmu Sjene tame. Film je imao premijeru 11. svibnja 2012., te je primio podijeljene kritike. Burton je zajedno s Timurom Bekmambetovom producirao film Abraham Lincoln: Lovac na vampire, a Bekmambet je bio i redatelj (prethodno su skupa radili na filmu 9). Film je objavljen 22. lipnja 2012. godine, a temelji se na romanu Setha Grahame-Smitha koji je također napisao scenarij filma te je napisao roman parodije Ponos i predrasude i zombiji. U glavnim ulogama su Benjamin Walker kao Abraham Lincoln, Anthony Mackie kao William H. Johnson, Joseph Mawle kao Lincolnov otac Thomas, Robin McLeavy kao Lincolnova majka Nancy i Mary Elizabeth Winstead kao Lincolnova simpatija (kasnije supruga) Mary Ann Todd. Film je primio podijeljene kritike. Nakon toga je Burton ponovno snimio svoj kratki film iz 1984. godine Moje najdraže čudovište, ali ovoga puta kao dugometražni stop-animacijski film, kojeg je distribuirao Walt Disney Pictures.Izjavio je: „Film se temelji na sjećanjima koje imam iz svoga djetinjstva i na odnosu sa psom kojeg sam imao.“ Film je imao premijeru 5. listopada 2012., te je primio vrlo pozitivne kritike.
Burton je 2014. godine režirao biografsku dramu Velike oči, o američkoj umjetnici Margaret Keane (Amy Adams), čiji je rad u 1950-im i 1960-im lažno prisvojio njezin muž Walter Keane (Christopher Waltz), te je nakon toga Margaret optužila Waltera da je preuzeo svu zaradu i zasluge za izradu njezinih slika. Scenarij su napisali isti scenaristi kao i za film Ed Wood, Scott Alexander i Larry Karaszewski. Snimanje je započelo u Vancouveru sredinom 2013. godine. Film je distribuiran od strane The Weinstein Company te je imao američku kino premijeru 25. prosinca 2014. godine. Primio je uglavnom pozitivne kritike. U rujnu 2016. godine je objavljena filmska adaptacija knjige Dom gospođice Peregrine za čudnovatu djecu, koju je napisao Ransom Riggs. Adaptaciju je režirao Burton. Također je režirao i  neanimiranu filmsku adaptaciju animiranog filma Dumbo, koja je objavljena 2019. godine. U glavnim ulogama bili su Colin Farrell, Danny DeVito, Eva Green i Michael Keaton. 

### Nerealizirani projekti
Nakon što je Kevin Smith zaposlen da napiše scenarij za novi film o Supermanu, predložio je da redatelj bude Burton. Burton je pristao i u studiju Warner Bros su odredili datum kino prikazivanja filma za ljeto 1998. godine, na 60. godišnjicu lika Supermana u stripu časopisu Action Comics. Nicolas Cage je trebao glumiti Supermana, Burton je zaposlio Wesleyja Stricka da preradi Smithov scenarij i film je ušao u predprodukciju u lipnju 1997. Zbog financijskih razloga, studio Warner Bros je naručio od Dana Gilroya još jednu preradu scenarija, odgodili su izradu filma i u konačnici ga stavili na čekanje u ožujku 1998. Burton je nakon toga počeo režirati film Sanjiva dolina. Proživljeno je opisao kao teško iskustvo zbog razlika između njega i producenta Jona Petersa, izjavljujući, „Doslovno sam izgubio godinu dana. Godina je dugo vremena kada radite s nekim s kim ustvari ne želite ni raditi.“
The Walt Disney Company tj. Disney u 2001. godini razmatra izradu nastavka filma Predbožićna noćna mora, no umjesto korištenja stop-animacije u nastavku ovog filma bi koristili računalnu animaciju. Burton je uspio nagovoriti Disneyja da odustane od predložene ideje. „Uvijek sam bio zaštitnički nastrojen prema Noćnoj mori da nikada ne radimo nastavke ili tome slično,“ izjavio je Burton. „Kao na primjer, 'Jack se upoznaje s Danom zahvalnosti' ili slične stvari, samo zato što sam osjećao kako ovaj film ima određenu čistoću i zbog ljudi kojima se svidio...  Zbog toga što se ovdje radilo o utjecaju masovnog tržišta, bilo mi je važno da film zadrži dozu čistoće koju posjeduje.“ Unatoč tome, 2009. godine Henry Selick je izjavio kako bi on mogao napraviti nastavak filma, ako bi skupa s Burtonom napravili dobru priču za njega.
Shane Acker je 2012. potvrdio kako će Burton surađivati s Valve korporacijom za izradu videoigara kako bi napravio svoj sljedeći animinirani film Deep. Kao i u filmu 9, radnja i ovoga filma će biti smještena u post-apokaliptičnom svijetu (iako smješten u drugačijem svemiru). Deep će biti jedan još mračniji animirani film budući da je Shane Acker izrazio interes za snimanje još PG-13 animiranih filmova. Poslije toga nije bilo daljnjih spomena filma, te se Acker fokusirao na drugi film koji je imao premijeru 2013. godine (Beasts of Burden).
19. siječnja 2010. godine objavljeno je da će nakon filma Sjene tame, Burtonov sljedeći projekt biti Zlurada, film koji je prikazao izvorni početak i prošlost Zlurade, glavne protivnice u animiranom filmu Uspavana ljepotica. U intervjuu s Fandangom koji je objavljen 23. veljače 2010. godine, negirao je bilo kakvu režiju nadolazećeg filma Uspavane ljepotice. No, kakogod, 23. studenog 2010. u intervjuu s MTV-om, Burton je potvrdio kako ustvari radi na scenariju za Zluradu. Hollywood Reporter je 16. svibnja 2011. godine objavio kako Burton više nema veze s filmom Zlurada.
Objavljeno je kako će Burton režirati filmsku adaptaciju Obitelji Adams u tehnici 3D stop-animacije, što je potvrdio Christopher Meledandri, no projekt je obustavljen 17. srpnja 2013. godine.
2011. godine objavljeno je kako Burton radi na akcijskoj adaptaciji romana Zvonar crkve Notre Dame, zajedno s Joshom Brolinom s kojim će zajedno producirati film. Projekt nije nastavljen.
U srpnju 2012. godine u vrijeme kada su dovršeni filmovi Tamne sjene i Abraham Lincoln: Lovac na vampire, objavljeno je kako scenaritst i romanopisac Seth Grahame-Smith skupa s Burtonom radi na potencijalnom nastavku Bubimira. Glumac Michael Keaton je također izrazio zanimanje da ponovi svoju ulogu u filmu kao glavni lik, zajedno s Winonom Ryder. U listopadu 2017. godine Deadline Hollywood objavljuju da će Mike Vukadinovich napisati scenarij za film do tridesete godišnjice filma. U travnju 2019. godine u studiju Warner Bros su izjavili kako je snimanje nastavka filma pauzirano.

## Osobni život
Burton je bio oženjen s Lenom Gieseke, njemačkom umjetnicom. Njihov brak je okončan 1991. godine nakon tek četiri godine braka. Potom je kratko bio u vezi s modelom i glumicom Lisom Marie s kojom je i živio; glumila je u njegovim filmovima koje je napravio tijekom njihove veze, od 1992. – 2001., od kojih je najznačajnije uloge imala u filmovima Sanjiva dolina, Ed Wood i Mars napada! Burton je započeo romantičnu vezu s engleskom glumicom Helen Bonham Carter, koju je upoznao na snimanju filma Planet majmuna. Marie mu je na to uzvratila održavajući aukciju na kojoj je prodavala njegove stvari koje je ostavio kod nje.
Burton i Bonham Carter imaju dvoje djece: sina Williama Raymonda, koji je dobio ime po očevima Burtona i Bonham Carter, rođen 2003. godine; kćerku Nell rođenu 2007. godine. Zastupnik Bonham Carter je u prosincu 2014. godine izjavio kako su se ona i Burton ranije te godine razišli, ali u dobrim odnosima. Postoje nejasnoće jesu li uopće bili u braku; Bonham Carter je koristila riječ „rastava“ kada bi se raspravljalo o završetku njihove veze dok neke novine navode kako nikada nisu bili u braku.
15. ožujka 2010. Burton je primio počasnu titulu Chevalier umjetnosti i pisma od tadašnjeg ministra kulture Frédérica Mitterranda. Iste godine bio je predsjednik žirija na 63. godišnjem filmskom festivalu u Cannesu, koji se održavao od 12. do 24. svibnja u Francuskoj. 20. svibnja 2017. godine u Hollywoodu se otvorio tematski bar Tima Burtona pod nazivom „Beetle House LA“.

## Izložbe
Od 22. studenog do 26. travnja 2009. godine Burton je imao svoju izložbu u Muzeju moderne umjetnosti (MoMa) u New Yorku s preko 700 crteža, slika, fotografija, filmova, maketa, kostima i filmske efemere, uključujući i mnogo toga iz njegove osobne zbirke.
Iz muzeja MoMa je izložba „Tim Burton“ putovala do Australskog centra za pokretnu sliku u Melbourneu. 
Izložba „Umjetnost Tima Burtona“ je izložena u Muzeju moderne umjetnosti Los Angeles, od 29. svibnja do 31. listopada 2011. godine. [69]Prikazano je i šest filmova Burtonovog idola, Vincenta Pricea. 
„Izložba Tim Burton / Tim Burton, l'exposition“  je izložena u Cinémathèque Française od 7. ožujka do 5. kolovoza 2012. godine u Parizu. Svi Burtonovi filmovi su prikazivani tijekom izložbe. 
Izložba „Tim Burton u Muzeju umjetnosti u Seoulu“ je izložena kao promocija Hyundai Carda od 12. prosinca 2012. do 15. travnja 2013. godine u Južnoj Koreji.Navedena izložba je uključivala 862 njegova rada uključujući crteže, slike, kratke filmove, skulpture, glazbu i kostime koji su korišteni u njegovim dugometražnim filmovima. Izložba je podijeljena u tri dijela: prvi dio „Preživljavanje Burbanka“, uključivala je radove iz mlađih dana, od 1958. do 1976. godine. Drugi dio „Uljepšavanje Burbanka“, uključivala je radove iz perioda od 1977. do 1984. godine, uključujući i njegovo vrijeme s CalArts i Walt Disneyjem. Zadnji dio „Iznad Burbanka“ je uključivao radove od 1985. godine.
Izložba „Tim Burton i njegov svijet“ je izložena u Stone Bell House od 3. ožujka do 8. kolovoza 2014. godine u Pragu.  Izložba je kasnije održana u Museu da Imagem e do Som u Sao Paulu u Brazilu, od 4. veljače do 5. lipnja 2016. godine. Izložba je kasnije održana u Artis Tree u Talkoo Place u Hong Kongu, od 5. studenog 2016. do 23. siječnja 2017. godine. Ponovno je održana u Brazilu od 28. svibnja  do 11. kolovoza 2019. godine u Centro Cultural Banco do Brasil u Braziliji.
Burtonova prva izložba u Americi, otvorena nakon gotovo deset godina, bila je Lost Vegas: Tim Burton. Održana je 2019. godine u The Neon Museum u Las Vegasu.

## Filmografija

### Filmovi (kao redatelj)
| Godina | Naslov                                                                                      | Distributor                         |
| ------ | ------------------------------------------------------------------------------------------- | ----------------------------------- |
| 1982   | Vincent                                                                                     | Walt Disney Studios Motion Pictures |
| 1985   | Pee-weejeva velika avantura (Pee-wee's Big Adventure)                                       | Warner Bros.                        |
| 1988   | Bubimir (Beetlejuice)                                                                       | Warner Bros.                        |
| 1989   | Batman                                                                                      | Warner Bros.                        |
| 1990   | Edward Škaroruki (Edward Scissorhands)                                                      | 20th Century Fox                    |
| 1992   | Batman se vraća (Batman Returns)                                                            | Warner Bros.                        |
| 1994   | Ed Wood                                                                                     | Buena Vista Pictures                |
| 1996   | Mars napada! (Mars Attacks!)                                                                | Warner Bros.                        |
| 1999   | Sanjiva dolina (Sleepy Hollow)                                                              | Paramount Pictures                  |
| 2001   | Planet majmuna (Planet of the Apes)                                                         | 20th Century Fox                    |
| 2003   | Krupna riba (Big Fish)                                                                      | Sony Pictures Releasing             |
| 2005   | Charlie i tvornica čokolade (Charlie and the Chocolate Factory)                             | Warner Bros. Pictures               |
| 2005   | Mrtva nevjesta (Corpse Bride)                                                               | Warner Bros. Pictures               |
| 2007   | Sweeney Todd: Đavolji brijač Fleet Streeta (Sweeney Todd: The Demon Barber of Fleet Street) | Warner Bros. Pictures               |
| 2010   | Alisa u zemlji čudesa (Alice in Wonderland)                                                 | Walt Disney Studios Motion Pictures |
| 2012   | Sjene tame (Dark Shadows)                                                                   | Warner Bros. Pictures               |
| 2012   | Frankenweenie                                                                               | Walt Disney Studios Motion Pictures |
| 2014   | Velike oči (Big Eyes)                                                                       | The Weinstein Company               |
| 2016   | Dom gospođice Peregrine za čudnovatu djecu (Miss Peregrine's Home for Peculiar Children)    | 20th Century Fox                    |
| 2019   | Dumbo                                                                                       | Walt Disney Studios Motion Pictures |

## Nagrade

### Nagrada Oscar
| Godina | Nominirano djelo                        | Kategorija              | Rezultat   |
| ------ | --------------------------------------- | ----------------------- | ---------- |
| 2006   | Mrtva nevjesta (Corpse Bride)           | Najbolji animirani film | Nominacija |
| 2011   | Moje najdraže čudovište (Frankenweenie) | Najbolji animrani film  | Nominacija |

### Nagrada Zlatni globus
| Godina | Nominirano djelo                                                                            | Kategorija                                               | Rezultat   |
| ------ | ------------------------------------------------------------------------------------------- | -------------------------------------------------------- | ---------- |
| 2008   | Sweeney Todd: Đavolji brijač Fleet Streeta (Sweeney Todd: The Demon Barber of Fleet Street) | Najbolji redatelj                                        | Nominacija |
| 2011   | Alisa u zemlji čudesa (Alice in Wonderland)                                                 | Najbolji dugometražni igrani film – mjuzikl ili komedija | Osvojeno   |
| 2011   | Alisa u zemlji čudesa (Alice in Wonderland)                                                 | Najbolji dugometražni igrani film – mjuzikl ili komedija | Nominacija |
| 2013   | Frankenweenie                                                                               | Najbolji animirani film                                  | Nominacija |

### BAFTA nagrade
| Godina | Nominirano djelo       | Kategorija              | Rezultat   |
| ------ | ---------------------- | ----------------------- | ---------- |
| 2004   | Krupna riba (big Fish) | Najbolja režija         | Nominacija |
| 2004   | Krupna riba (big Fish) | Najbolji film           | Nominacija |
| 2013   | Frankenweenie          | Najbolji animirani film | Nominacija |

| Godina | Nominirano djelo                                                | Kategorija           | Rezultat   |
| ------ | --------------------------------------------------------------- | -------------------- | ---------- |
| 2005   | Charlie i tvornica čokolade (Charlie and the Chocolate Factory) | Najbolji igrani film | Nominacija |

### Saturn nagrade
| Godina | Nominirano djelo                                                                            | Kategorija                | Rezultat   |
| ------ | ------------------------------------------------------------------------------------------- | ------------------------- | ---------- |
| 1990   | Bubimir (Beetlejuice)                                                                       | Najbolji redatelj         | Nominacija |
| 1990   | Edward Škaroruki (Edward Scissorhands)                                                      | Najbolji fantastični film | Osvojio    |
| 1993   | Batman se vraća (Batman Returns)                                                            | Najbolji fantastični film | Nominacija |
| 1993   | Batman se vraća (Batman Returns)                                                            | Najbolji redatelj         | Nominacija |
| 1994   | Predbožićna noćna mora (The Nightmare Before Christmas)                                     | Najbolji fantastični film | Osvojeno   |
| 1997   | Mars napada! (Mars Attacks!)                                                                | Najbolji redatelj         | Nominacija |
| 2000   | Sanjiva dolina (Sleepy Hollow)                                                              | Najbolji redatelj         | Nominacija |
| 2006   | Mrtva nevjesta (Corpse Bride)                                                               | Najbolji animirani film   | Osvojeno   |
| 2008   | Sweeney Todd: Đavolji brijač Fleet Streeta (Sweeney Todd: The Demon Barber of Fleet Street) | Najbolji redatelj         | Nominacija |
| 2013   | Frankenweenie                                                                               | Najbolji animirani film   | Osvojeno   |

### Druge nagrade
Emmy
·        (1990) Osvojio—Outstanding Children's Animated Program / Bubimir (Beetlejuice)
Cannes Film Festival
·        (1994) Nominiran—Palme d'Or / Ed Wood
National Board of Review Awards
·        (2008) Osvojio – Najbolji redatelj / Sweeney Todd: Đavolji brijač Fleet Streeta (Sweeney Todd: The Demon Barber of Fleet Street)
Chicago Film Critics Association Awards
·        (2004) Nominiran - Najbolji redatelj / Krupna riba (Big Fish)
Producers Guild of America Awards
·        (2006) Nominiran—Animated Motion Picture / Mrtva nevjesta (Corpse Bride)
·        (2008) Iskazana mu je počast—Scream Awards: Scream Immortal Award, za unikatnu interpretaciju horora i fantazije (2009) Osvojio— Najbolji producent / 9
64th Venice International Film Festival
·        (2007) Iskazana mu je počast—Golden Lion for Lifetime Achievement
Lacanian Psychoanalysis Prize
·        (2010) Osvojio—Alisa u zemlji čudesa (Alice in Wonderland)
The Order of the Arts and Letters
·        (2010) Knighted by Culture Minister of France
Moscow International Film Festival
·        (2012) "Golden George" za njegov doprinos svjetskom kinu.
David di Donatello Awards
·        (2019) "Honorary David di Donatello"

## Nagrade dodijeljene Burtonovim filmovima
| Godina | Film                                          | Oscar      | Oscar   | BAFTA nagrade | BAFTA nagrade | Nagrada Zlatni globus | Nagrada Zlatni globus |
| ------ | --------------------------------------------- | ---------- | ------- | ------------- | ------------- | --------------------- | --------------------- |
| Godina | Film                                          | Nominacije | Pobjede | Nominacije    | Pobjede       | Nominacije            | Pobjede               |
| 1988   | Bubimir                                       | 1          | 1       | 2             |               |                       |                       |
| 1989   | Batman                                        | 1          | 1       | 6             |               | 1                     |                       |
| 1990   | Edward Škaroruki                              | 1          |         | 4             | 1             | 1                     |                       |
| 1992   | Batman se vraća                               | 2          |         | 2             |               |                       |                       |
| 1993   | Predbožićna noćna mora                        | 1          |         |               |               | 1                     |                       |
| 1994   | Ed Wood                                       | 2          | 2       | 2             |               | 3                     | 1                     |
| 1995   | Batman zauvijek                               | 3          |         |               |               | 1                     |                       |
| 1996   | James i divovska breskva                      | 1          |         |               |               |                       |                       |
| 1999   | Sanjiva dolina                                | 3          | 1       | 3             | 2             |                       |                       |
| 2001   | Planet majmuna                                |            |         | 2             |               |                       |                       |
| 2003   | Krupna riba                                   | 1          |         | 7             |               | 4                     |                       |
| 2005   | Charlie i tvornica čokolade                   | 1          |         | 4             |               | 1                     |                       |
| 2005   | Mrtva nevjesta                                | 1          |         |               |               |                       |                       |
| 2007   | Sweeney Todd: Đavolji brijač iz Fleet Streeta | 3          | 1       | 2             |               | 4                     | 2                     |
| 2010   | Alisa u zemlji čudesa                         | 3          | 2       | 5             | 2             | 3                     |                       |
| 2012   | Frankenweenie                                 | 1          |         | 1             |               | 1                     |                       |
| 2014   | Velike oči                                    |            |         | 2             |               | 3                     | 1                     |
| Ukupno | Ukupno                                        | 25         | 8       | 42            | 6             | 22                    | 4                     |

## Recepcija filmova od strane publike
Kritički, javni i komercijalni prijem filmova koje je Burton režirao od ožujka 2020. godine.
| Godina | Film                                       | Rotten Tomatoes               | Metacritic        | CinemaScore | Budžet                 | Box office                      |
| ------ | ------------------------------------------ | ----------------------------- | ----------------- | ----------- | ---------------------- | ------------------------------- |
| 1985   | Pee-weejeva velika avantura                | 87% (45 recenzija) (7.8/10)   | 47 (14 recenzija) | N/A         | 7 milijuna dolara      | 40.9 milijuna dolara (domestic) |
| 1998   | Bubimir                                    | 84% (55 recenzija) (7/10)     | 70 (18 recenzija) | B           | 15 milijuna dolara     | 74.2 milijuna dolara (domestic) |
| 1989   | Batman                                     | 72% (74 recenzije) (6.6/10)   | 69 (21 recenzija) | A           | 35 milijuna dolara     | 411.5 milijuna dolara           |
| 1990   | Edward Škaroruki                           | 90% (58 recenzija) (7.7/10)   | 74 (19 recenzija) | A-          | 20 milijuna dolara     | 86 milijuna dolara              |
| 1992   | Batman se vraća                            | 79% (80 recenzija) (6.7/10)   | 68 (23 recenzije) | B           | 80 milijuna dolara     | 266.9 milijuna dolara           |
| 1994   | Ed Wood                                    | 92% (63 recenzije) (8/10)     | 70 (19 recenzija) | B+          | 18 milijuna dolara     | 5.9 milijuna dolara (domestic)  |
| 1996   | Mars napada!                               | 54% (82 recenzije) (5.9/10)   | 52 (19 recenzija) | B           | 70 milijuna dolara     | 101.4 milijuna dolara           |
| 1999   | Sanjiva dolina                             | 68% (127 recenzija) (6.3/10)  | 65 (35 recenzija) | B-          | 100 milijuna dolara    | 206.1 milijuna dolara           |
| 2001   | Planet majmuna                             | 45% (156 recenzija) (5.5/10)  | 50 (34 recenzije) | B-          | 100 milijuna dolara    | 362.2 milijuna dolara           |
| 2003   | Krupna riba                                | 75% (217 recenzija) (7.2/10)  | 58 (42 recenzije) | B+          | 70 milijuna dolara     | 122.9 milijuna dolara           |
| 2005   | Charlie i tvornica čokolade                | 83% (229 recenzija) (7.2/10)  | 72 (40 recenzija) | A-          | 150 milijuna dolara    | 475 milijuna dolara             |
| 2005   | Mrtva nevjesta                             | 84% (188 recenzija) (7.2/10)  | 83 (35 recenzija) | B+          | 40 milijuna dolara     | 118.1 milijuna dolara           |
| 2007   | Sweeney Todd: Đavolji brijač Fleet Streeta | 85% (225 recenzija) (7.7/10)  | 83 (39 recenzija) | N/A         | 50 milijuna dolara     | 153.4 milijuna dolara           |
| 2010   | Alisa u zemlji čudesa                      | 51% (271 recenzija) (5.7/10)  | 53 (38 recenzija) | A-          | 200 milijuna dolara    | 1.02 milijarde dolara           |
| 2012   | Sjene tame                                 | 36% (249 recenzija) (5.3/10)  | 55 (42 recenzije) | B-          | 150 milijuna dolara    | 245.5 milijuna dolara           |
| 2012   | Frankenweenie                              | 87% (200 recenzija) (7.6/10)  | 74 (38 recenzija) | B+          | 39 milijuna dolara     | 81.5 milijuna dolara            |
| 2014   | Velike oči                                 | 72% (166 recenzija) (6.6/10)  | 62 (40 recenzija) | N/A         | 10 milijuna dolara     | 29.3 milijuna dolara            |
| 2016   | Dom gospođice Peregrine za čudnovatu djecu | 64% (238 recenzija) (5.9/10)  | 57 (43 recenzije) | B+          | 110 milijuna dolara    | 296.5 milijuna dolara           |
| 2019   | Dumbo                                      | 47% (333 recenzije) (5.55/10) | 51 (54 recenzije) | A-          | 170 milijuna dolara    | 353.2 milijuna dolara           |
| Ukupno | Ukupno                                     | 71.3%                         | 64                |             | 1.434 milijarde dolara | 4.447 milijarde dolara          |

## Knjige
- Burton on Burton, uredio Mark Salisbury (1995, revised editions 2000, 2006)

- The Melancholy Death of Oyster Boy & Other Stories (1997)

- The Art of Tim Burton, napisala Leah Gallo (2009)

- The Napkin Art of Tim Burton: Things You Think About in a Bar, uredili Holly Kempf i Leah Gallo (2015)

## Vanjske poveznice
- Tim Burton u internetskoj bazi filmova IMDb-u (engl.)
- Tim Burton na Rotten Tomatoes